# فيرري دي ريخت
فيرري دي ريخت (بالهولندية: Ferry de Regt)‏ (29 أغسطس 1988 بفينلو في هولندا - ) هو لاعب كرة قدم هولندي في مركز الدفاع. لعب مع في في في فينلو وهيلموند سبورت وفورتونا سيتارد.

## روابط خارجية
- فيرري دي ريخت على موقع قاعدة بيانات كرة القدم.إي يو (الإنجليزية)
- فيرري دي ريخت على موقع Soccerway.com (الإنجليزية)
- فيرري دي ريخت على موقع عالم كرة القدم.نت (الإنجليزية)